# Vannes-le-Châtel
Vannes-le-Châtel ist eine französische Gemeinde mit 511 Einwohnern (Stand: 1. Januar 2022) im Département Meurthe-et-Moselle in der Region Grand Est (vor 2016 Lothringen). Die Gemeinde liegt im Arrondissement Toul, ist Teil der Communauté de communes du Pays de Colombey et du Sud Toulois und gehört zum Kanton Meine au Saintois. Die Einwohner werden Vanneaux Huppés genannt.

## Geographie
Vannes-le-Châtel liegt etwa 54 Kilometer westsüdwestlich von Nancy. Nachbargemeinden von Vannes-le-Châtel sind Rigny-Saint-Martin im Nordwesten und Norden, Blénod-lès-Toul im Nordosten und Osten, Allamps im Osten, Saulxures-lès-Vannes im Südosten und Süden, Pagny-la-Blanche-Côte im Südwesten, Uruffe im Westen sowie Gibeaumeix im Nordwesten.

## Einwohner
| 1962                       | 1968 | 1975 | 1982 | 1990 | 1999 | 2006 | 2019 |
| -------------------------- | ---- | ---- | ---- | ---- | ---- | ---- | ---- |
| 620                        | 582  | 512  | 563  | 519  | 515  | 568  | 538  |
| Quellen: Cassini und INSEE |      |      |      |      |      |      |      |

## Sehenswürdigkeiten
- Kirche Saint-Martin aus dem 18. Jahrhundert
- Kapelle Les Verrières aus dem 19. Jahrhundert
- Reste des Schlosses aus der Zeit um 1600

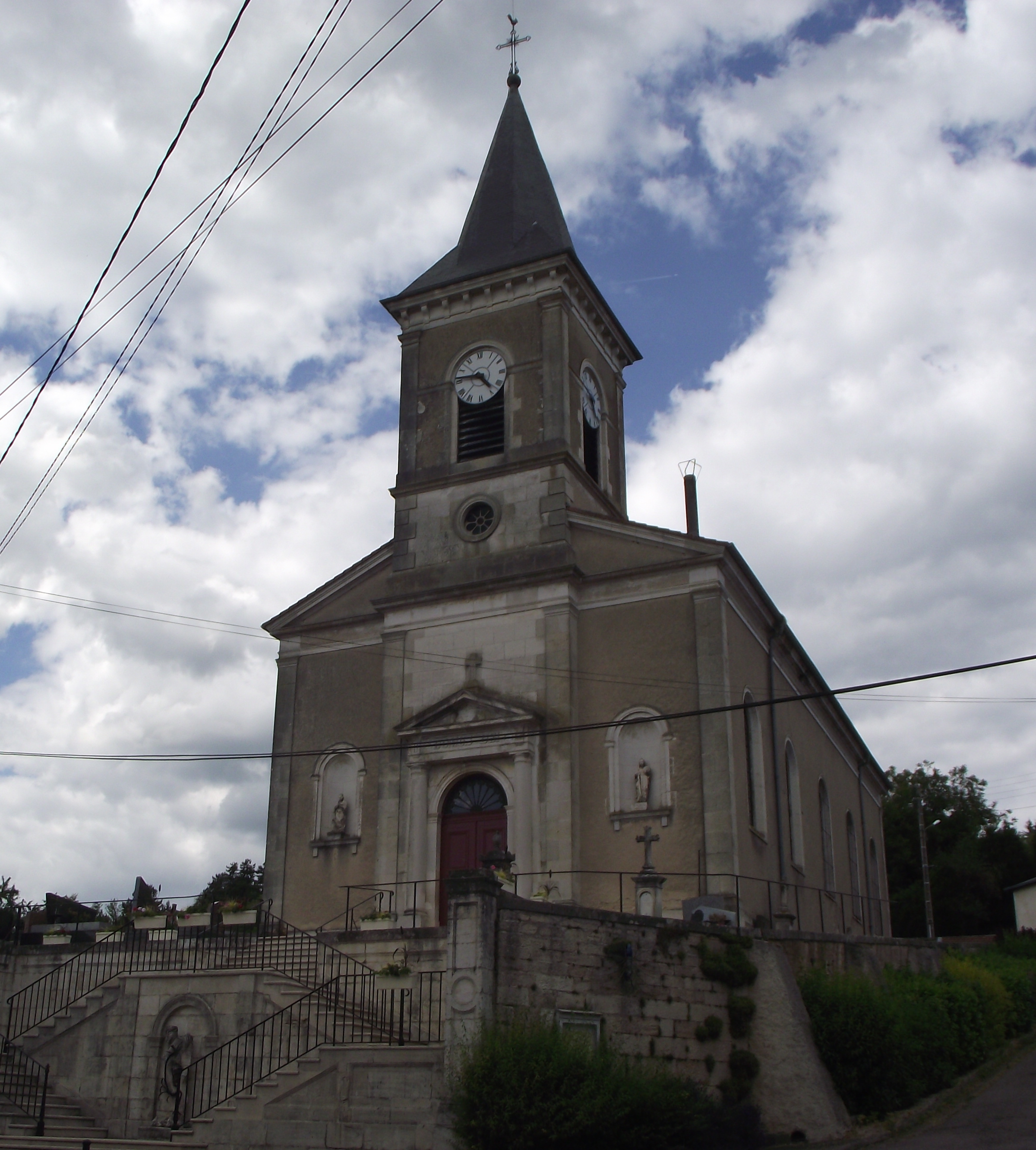
Kirche Saint-Martin